# Sakirhar
Sakirhar ali Sakir-Har, v prevodu Harova (Hadadova) nagrada,  je nejasen egipčanski vladar iz dinastije Hiksov, katerega ime je v 1990. letih odkril Manfred Bietak na podboju vrat iz Tell el-Dab'a, Egipt. 
Podboj je na ogled v Kairskem muzeju (TD-8316). Na njem je vladarjevo ime in del njegove titulature - nebti in zlato Horovo ime. Kim Ryholt je v svoji knjigi Drugo vmesno obdobje iz leta 1997 objavil naslednji prevod napisa:
Hor, ki... ..., lastnik Vadžetinega in Nekbetinega diadema, ki brzda ljudstvo loka. Zlati sokol, ki je vzpostavil svojo mejo. Heka-kavaset, Sakir-har.
Napis na podboju potrjuje Sakirharjev položaj enega od prvih treh faraonov hiške Petnajste egipčanske dinastije. Če je bil tretji faraon Petnajste dinastije, bi njegov neposredni naslednik lahko bil Hajan. Ker Sakirharjev položaj še ni potrjen, tudi nasledstvo ni zanesljivo.